# Al-Janāyin
Al-Janāyin es un distrito de la gobernación de Suez, Egipto. En julio de 2017 tenía una población estimada de 132 091 habitantes.
Se encuentra ubicado al nordeste del país, al este del delta del Nilo, y junto a la costa norte del golfo de Suez.